# Santo Stefano Lodigiano
Santo Stefano Lodigiano là một đô thị ở tỉnh Lodi trong vùng Lombardia của Italia, cách khoảng 60 km về phía đông nam của Milano và khoảng 25 km về phía đông nam của Lodi. Tại thời điểm 31 tháng 12 năm 2004, đô thị này có dân số 1.843 người và diện tích là 10,4 km².
Santo Stefano Lodigiano giáp các đô thị: Maleo, Corno Giovine, Corno Giovine, Fombio, San Fiorano, Caselle Landi, Piacenza, Piacenza, San Rocco al Porto.